# Liaison Deûle-Escaut
 (septembre 2018).
La Liaison Deûle-Escaut reliait sur 28 km la Deule à Marquette-lez-Lille en France avec l'Escaut à Espierres en Belgique. Elle est composée du côté français par la partie canalisée de la Marque et le canal de Roubaix, du côté belge par le Canal de l'Espierres
Un grand programme transfrontalier Blue Links a permis de remettre en navigation la liaison. Les travaux ont commencé en 2005 et se sont terminés en 2009 .